# لورانس كيرك
لورانس كيرك هو عالم زراعة كندي، ولد في 27 مايو 1886 في بريسبريدج في كندا، وتوفي في 27 نوفمبر 1969 في ساسكاتون في كندا.